# Santiago Lizana
Santiago Nicolás Lizana Lizana (Rancagua, Chile, 30 de septiembre de 1992) es un futbolista chileno que juega como centrocampista. Actualmente milita en Santiago Morning de la Primera B de Chile.

## Trayectoria

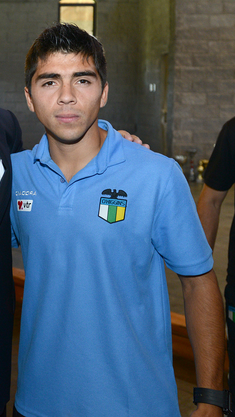
Santiago Lozana con la indumentaria de O'Higgins, su club formador.

Proveniente de las divisiones inferiores del O'Higgins Tras haber sido una de las figuras en del cuadro Sub-18 del club fue subido oficialmente al primer equipo debutó el 9 de septiembre de 2011 en un partido válido por la Copa Chile 2012-13  contra Rangers de Talca y bajo las órdenes del técnico Eduardo Berizzo en aquel campeonato solo alternó y fue principalmente banca. En 2012 sufre una lesión que le impide jugar por lo que quedaba de año. En 2013 vuelve a jugar por la primera fecha del torneo ingresando a los 72 por su compañero Juan Fuentes. Fue parte de la primera estrella ganada por el club el Apertura 2013 y la Supercopa de Chile 2014. El segundo semestre del 2014 con el técnico argentino Facundo Sava logra la continuidad que esperaba y tiene la posibilidad de jugar todos los partidos de la fase de grupos de la Copa Chile 2014-15 y además de ser partícipe en torneo nacional, jugando partidos de titular y logrando el nivel que esperaba. En el torneo Clausura 2016 no logra jugar encuentros con Cristian Arán debido a otra lesión de meniscos en la rodilla derecha que le impidió entrenar.

## Estadísticas

### Clubes
| Club              | Div.             | Temporada        | Liga  | Liga  | Copas nacionales | Copas nacionales | Torneos internacionales | Torneos internacionales | Total | Total |
| Club              | Div.             | Temporada        | Part. | Goles | Part.            | Goles            | Part.                   | Goles                   | Part. | Goles |
| ----------------- | ---------------- | ---------------- | ----- | ----- | ---------------- | ---------------- | ----------------------- | ----------------------- | ----- | ----- |
| O'Higgins · Chile | 1.ª              | 2011             | —     | —     | 1                | 0                | —                       | —                       | 1     | 0     |
| O'Higgins · Chile | 1.ª              | 2012             | —     | —     | 2                | 0                | —                       | —                       | 2     | 0     |
| O'Higgins · Chile | 1.ª              | 2013             | —     | —     | 2                | 0                | —                       | —                       | 2     | 0     |
| O'Higgins · Chile | 1.ª              | 2013-14          | 1     | 0     | —                | —                | —                       | —                       | 1     | 0     |
| O'Higgins · Chile | 1.ª              | 2014-15          | 12    | 0     | 3                | 0                | —                       | —                       | 15    | 0     |
| O'Higgins · Chile | 1.ª              | 2015-16          | 2     | 0     | —                | —                | —                       | —                       | 2     | 0     |
| O'Higgins · Chile | 1.ª              | 2016-17          | 2     | 0     | —                | —                | 1                       | 0                       | 3     | 0     |
| O'Higgins · Chile | 1.ª              | 2017             | —     | —     | —                | —                | —                       | —                       | 0     | 0     |
| O'Higgins · Chile | Total club       | Total club       | 17    | 0     | 8                | 0                | 1                       | 0                       | 26    | 0     |
| Palestino · Chile | 1.ª              | 2018             | 14    | 1     | 4                | 1                | —                       | —                       | 18    | 2     |
| Palestino · Chile | 1.ª              | 2019             | 2     | 0     | —                | —                | 1                       | 0                       | 3     | 0     |
| Palestino · Chile | Total club       | Total club       | 16    | 1     | 4                | 1                | 1                       | 0                       | 21    | 2     |
| Total en carrera  | Total en carrera | Total en carrera | 33    | 2     | 12               | 1                | 2                       | 0                       | 47    | 2     |
| 1. 2. 3.          |                  |                  |       |       |                  |                  |                         |                         |       |       |

## Palmarés

### Campeonatos nacionales
| Título             | Club      | País  | Año  |
| ------------------ | --------- | ----- | ---- |
| Torneo Apertura    | O'Higgins | Chile | 2013 |
| Supercopa de Chile | O'Higgins | Chile | 2014 |
| Copa Chile         | Palestino | Chile | 2018 |

### Distinciones individuales
| Distinción                   | Año  |
| ---------------------------- | ---- |
| Medalla Santa Cruz de Triana | 2014 |